# Тарасов, Михаил Семёнович
Михаил Семёнович Тарасов (7 ноября 1917, Руза, Московская губерния — 30 января 1999, Москва) — инженер, учёный, специалист в области разработки систем инициирования ядерных зарядов и средств регистрации ядерных взрывов.

## Биография
Окончил в 1956 году Московский инженерно-физический институт (с 2009 года — Национальный исследовательский ядерный университет «МИФИ»).
В 1947—1967 гг. работал в РФЯЦ-ВНИИЭФ в должностях от лаборанта до начальника лаборатории. В 1967—1987 гг. начальник научно-исследовательской лаборатории и заместитель главного конструктора ВНИИА.

## Награды и звания
Кандидат технических наук.
Лауреат Сталинской премии 1955 г. за разработку первой системы подрыва с внешним нейтронным источником.
Лауреат Ленинской премии 1960 г. за создание новых эффективных приборов инициирования ядерных зарядов.
Орден Красной Звезды (1943), орден Трудового Красного Знамени (1979), орден Отечественной войны II степени (1985), медали «За боевые заслуги», «За оборону Советского Заполярья», «За победу над Германией в Великой Отечественной войне 1941—1945 гг.», «20 лет Победы в Великой Отечественной войне», «За доблестный труд. В ознаменование 100-летия со дня рождения В. И. Ленина», «30 лет Победы в Великой Отечественной войне», «40 лет Победы в Великой Отечественной войне».